# Sinemuriano
| Periodo                                                                                      | Epoca                | Piano          | Età (Ma)    |
| -------------------------------------------------------------------------------------------- | -------------------- | -------------- | ----------- |
| Cretacico                                                                                    | Cretacico inferiore  | Berriasiano    | Più recente |
| Giurassico                                                                                   | Giurassico superiore | Titoniano      | 149,2 ± 0,7 |
| Giurassico                                                                                   | Giurassico superiore | Kimmeridgiano  | 154,8 ± 0,8 |
| Giurassico                                                                                   | Giurassico superiore | Oxfordiano     | 161,5 ± 1,0 |
| Giurassico                                                                                   | Giurassico medio     | Calloviano     | 165,3 ± 1,1 |
| Giurassico                                                                                   | Giurassico medio     | Bathoniano     | 168,2 ± 1,2 |
| Giurassico                                                                                   | Giurassico medio     | Bajociano      | 170,9 ± 0,8 |
| Giurassico                                                                                   | Giurassico medio     | Aaleniano      | 174,7 ± 0,8 |
| Giurassico                                                                                   | Giurassico inferiore | Toarciano      | 184,2 ± 0,3 |
| Giurassico                                                                                   | Giurassico inferiore | Pliensbachiano | 192,9 ± 0,3 |
| Giurassico                                                                                   | Giurassico inferiore | Sinemuriano    | 199,5 ± 0,3 |
| Giurassico                                                                                   | Giurassico inferiore | Hettangiano    | 201,4 ± 0,3 |
| Triassico                                                                                    | Triassico superiore  | Retico         | Più antico  |
| Suddivisione del Giurassico secondo la Commissione internazionale di stratigrafia dell'IUGS. |                      |                |             |

Nella scala dei tempi geologici, il Sinemuriano rappresenta il secondo dei quattro stadi stratigrafici o età in cui è suddiviso il Giurassico inferiore (chiamato anche Lias), la prima epoca dell'intero periodo Giurassico.
È compreso tra 196,5 ± 1,0 e  189,6 ± 1,5  milioni di anni fa (Ma), preceduto dall'Hettangiano e seguito dal Pliensbachiano, il terzo stadio del Giurassico inferiore.

## Definizioni stratigrafiche e GSSP

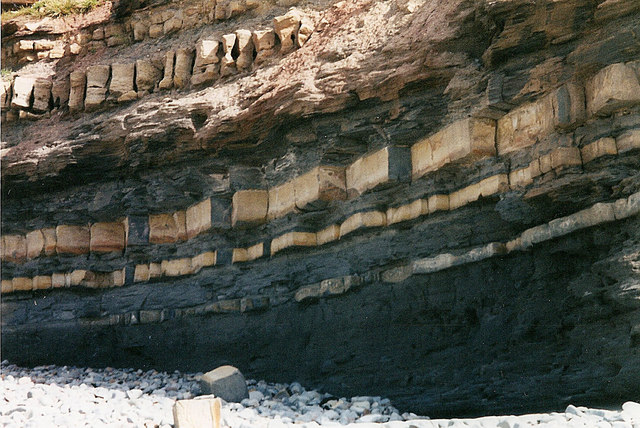
Stratificazioni di epoca giurassica nella scogliera di East Quantoxhead, in Inghilterra, utilizzate come definizione del GSSP per il Sinemuriano.

Lo stadio Sinemuriano è stato introdotto nella letteratura scientifica dal paleontologo francese Alcide d'Orbigny nel 1842.
Il nome deriva da quello della cittadina francese di Semur-en-Auxois.
La base dello stadio Sinemuriano è posizionata alla prima comparsa negli orizzonti stratigrafici dei generi ammonitici Vermiceras e Metophioceras. Il limite così definito varrebbe anche in Italia dove è stato indagato nella sezione giurassica del Vallone di Vradda tra il monte Camicia e il monte Tremoggia (Abruzzo, area del Gran Sasso). Qui sono stati trovati 8 livelli fossiliferi dell'Hettangiano nei calcari lastriformi tra le Unità litostratigrafiche; in basso, Calcari Maculati, in alto, "Corniola A". Qui è stato trovato un livello fossilifero a Metophioceras con cui si può far iniziare il Sinemuriano, posto sopra ad un livello con Gyrophioceras (Venturi Nannarone e Bilotta, 2008).
Il limite superiore, nonché base del successivo Pliensbachiano, è fissato alla prima comparsa della specie ammonitica Bifericeras donovani e del genere Apoderoceras. Questi due generi si trovano nello stratotipo inglese e valgono per il Nordeuropa.  Nell'area mediterranea (Tetide occidentale) la fine del Sinemuriano (e conseguentemente la base del Pliensbachiano) è marcata dalla comparsa del genere Catriceras, tipico dell'area paleogeografica.  
Il Sinemuriano contiene sei biozone ammonitiche dell'Oceano Tetide:
- zona dell'Echioceras raricostatum
- zona dell'Oxynotoceras oxynotum
- zona del Caenisites turneri
- zona dell'Arnioceras semicostatum
- zona dell'Arietites bucklandi

### GSSP
Il GSSP, il profilo stratigrafico di riferimento della Commissione Internazionale di Stratigrafia, è localizzato in una scogliera presso East Quantoxhead, 6 km a est di Watchet, nel Somerset, in Inghilterra.

## Geologia
Durante il Sinemuriano, la regione di Semur-en-Auxois era ricoperta dal mare, nel quale si depositarono alcune decine di centimetri di calcare grigio/blu, alternate a strati di marna.
Un fossile caratteristico del periodo è un mollusco bivalve del genere Gryphaea, ma si ritrovano anche fossili di altri molluschi, coralli ed echinodermi.
Il calcare a Gryphaea è utilizzato localmente in edilizia.

## Palaeontologia
In Europa vi sono due Konservat-Lagerstratten sinemuriani particolarmente famosi, quello di Lyme Regis in Inghilterra sud occidentale (Dorset) e quello di Osteno nella provincia di Como.

Ambedue i giacimenti testimoniano della ricchezza e della complessità degli ecosistemi marini del Lias, ormai completamente ristabiliti dopo la crisi faunistica della fine del Triassico. Mentre il primo è famoso per i suoi rettili marini (la maggior parte dei primi ittiosauri e plesiosauri, scoperti nella prima metà del XIX secolo, proveniva da questo deposito, in cui operò Mary Anning), quello di Osteno è più famoso per gli invertebrati, le spugne, cefalopodi ed i pesci (inclusi numerosi rari pesci cartilaginei come lo squalo olocefalo Squalaraja polyspondyla). La presenza di ittiosauri è stata segnalata più volte (anche nei giacimenti coevi e circostanti di "sasso di Moltrasio") ma non è mai stata compresa in descrizioni scientifiche. Ad Osteno risulta molto ricca anche la collezione di crostacei, tra cui alcuni bizzarri e di difficile classificazione come l'Ostenocaris cypriformis.

Le due associazioni faunistiche sono comunque simili sotto molti punti di vista, inclusa la presenza in ambedue i giacimenti di numerosi reperti vegetali e l'assenza di animali spiccatamente terrestri.

### †Ichthyosauri
| Ichthyosauria del Sinemuriano | Ichthyosauria del Sinemuriano    | Ichthyosauria del Sinemuriano | Ichthyosauria del Sinemuriano                                                                                            | Ichthyosauria del Sinemuriano |
| Taxa                          | Presenza                         | Localizzazione                | Descrizione | Immagine                      |
| ----------------------------- | -------------------------------- | ----------------------------- | --- | ----------------------------- |
| - Ichthyosaurus               | Dall'Hettangiano al Sinemuriano. | Belgio, Inghilterra, Germania | Tra i più conosciuti generi di Ittiosauro, era un po' più piccolo dei suoi simili, con una lunghezza di circa due metri. |                               |

### Mammaliaformi
| Mammaliaformes del Sinemuriano | Mammaliaformes del Sinemuriano | Mammaliaformes del Sinemuriano | Mammaliaformes del Sinemuriano | Mammaliaformes del Sinemuriano |
| Taxa                           | Presenza                       | Localizzazione                 | Descrizione | Immagine                       |
| ------------------------------ | ------------------------------ | ------------------------------ | --- | ------------------------------ |
| - Hadrocodium                  |                                | Yunnan, Cina                   | Il primo esempio conosciuto con multiple caratteristiche specifiche dei mammiferi, come la mandibola, la struttura dell'orecchio medio e una larga cavità cranica. |                                |

### †Ornithischi
| Ornithischia del Sinemuriano | Ornithischia del Sinemuriano     | Ornithischia del Sinemuriano                                          | Ornithischia del Sinemuriano | Ornithischia del Sinemuriano |
| Taxa                         | Presenza                         | Localizzazione                                                        | Descrizione | Immagine                     |
| ---------------------------- | -------------------------------- | --------------------------------------------------------------------- | --- | ---------------------------- |
| - Abrictosaurus              | Dall'Hettangiano al Sinemuriano. | Upper Elliot Formation, Lesotho e Provincia del Capo, Sud Africa.     | Considerato l'elemento base della famiglia degli Heterodontosauridae. |                              |
| - Fabrosaurus                | Dall'Hettangiano al Sinemuriano. | Lesotho                                                               | Fabrosaurus è un nomen dubium in quanto l'unico reperto fossile è un frammento di mandibola con tre denti che potrebbe riferirsi ad un Lesothosaurus.                                              |                              |
| - Geranosaurus               |                                  | Clarence Formation, Provincia del Capo, Sud Africa.                   | Nomen dubium data la scarsità di frammenti. È classificato tra gli Ornithischia in base alla mandibola.                                                                                            |                              |
| - Lanasaurus                 | Dall'Hettangiano al Sinemuriano. | Upper Elliot Formation, Orange Free State, Sud Africa.                | Heterodontosauride ornitischio. |                              |
| - Lusitanosaurus             | Attribuzione controversa         | Località non definita del Portogallo.                                 | Frammenti del muso e denti. |                              |
| - Lycorhinus                 | Dall'Hettangiano al Sinemuriano  | Upper Elliot Formation, Provincia del Capo, Sud Africa.               | Piccolo dinosauro erbivoro, nonostante i lunghi denti sporgenti; in base a queste caratteristiche specifiche è chiaramente affine all'Heterodontosaurus.                                           |                              |
| - Merosaurus                 |                                  | Inghilterra                                                           | Controverso; secondo alcuni è da assegnare ai tetanurae theropoda. |                              |
| - Scelidosaurus              | Dall'Hettangiano al Sinemuriano. | Charmouth, West Dorset, Inghilterra; Kayenta Formation, Arizona, USA. | Dinosauro erbivoro, quadrupede, con poche scaglie, lungo circa quattro metri. |                              |
| - Stormbergia                | Dall'Hettangiano al Sinemuriano. | Stormberg Series Formations, Sud Africa, Lesotho.                     | Specie primitiva di Ornithischia, lunga circa due metri. Le proporzioni degli arti posteriori mostrano differenze rispetto a quelli del Lesothosaurus indicando una minore propensione alla corsa. |                              |

### †Plesiosauri
| Plesiosauria del Sinemuriano | Plesiosauria del Sinemuriano | Plesiosauria del Sinemuriano             | Plesiosauria del Sinemuriano | Plesiosauria del Sinemuriano |
| Taxa                         | Presenza                     | Localizzazione                           | Descrizione | Immagine                     |
| ---------------------------- | ---------------------------- | ---------------------------------------- | --- | ---------------------------- |
| - Eretmosaurus               |                              | Granby, nel Leicestershire, Inghilterra. | Potrebbe appartenere ai rhomaleosauridae, pliosauridae o elasmosauridae |                              |
| - Plesiosaurus dolichodeirus | Sinemuriano e Toarciano.     | Lyme Regis, nel Dorset, Inghilterra.     | Grande rettile marino dei Sauropterygia, lungo da tre a cinque metri, caratterizzato da una testa piccola, collo lungo e sottile, corpo largo come una tartaruga e due paia di larghe pinne. |                              |

### Theropoda
| Theropoda del Sinemuriano | Theropoda del Sinemuriano          | Theropoda del Sinemuriano        | Theropoda del Sinemuriano | Theropoda del Sinemuriano |
| Taxa                      | Presenza                           | Localizzazione                   | Descrizione | Immagine                  |
| ------------------------- | ---------------------------------- | -------------------------------- | --- | ------------------------- |
| - Dilophosaurus           | Dal Sinemuriano al Pliensbachiano. | Arizona, USA; Yunnan, Cina.      | Lungo circa sei metri e del peso di mezza tonnellata. Caratteristica distintiva del Dilophosaurus erano le due creste arrontondate sulla testa, forse solo con funzione di display intraspecifico. |                           |
| - Sarcosaurus             | Sinemuriano.                       | Leicestershire, Inghilterra.     | Lunghezza attorno ai 3,5 metri. Il bacino era simile a quello del successivo Ceratosaurus. |                           |
| - Saltriovenator          | Sinemuriano.                       | Saltrio, in provincia di Varese. | Lungo circa 7,5 metri e pesante una tonnellata, era un ceratosauro basale. |                           |